# 노유주
노유주(1986년 10월 17일 ~ )는 대한민국의 배우이다. 2014년 드라마 《엄마의정원》으로 연예계에 발을 내디뎠다.

## 학력
- 안양예술고등학교 연극영화과 (졸업)
- 동국대학교 연극학부 (졸업)
- 동국대학교 영상대학원 공연예술학부 (석사과정)

## 출연

### 영화
- 해결사 아나운서 역
- 그들이죽었다 유주 역
- 마리오네트 명은 역

### 드라마
- MBC 엄마의정원 : 진희 역
- SBS 미세스캅 : 이혜린 역
- KBS2 구르미그린달빛 : 무희 역
- KBS2 부탁해요, 엄마 : 카페사장 역
- MBC 전설의마녀 : 회사원 역
- MBC 오로라공주 : 배우 역
- KBS2 드라마스페셜 - 귀신은뭐하나 : 최윤영 역

### 뮤직비디오
- 서울다반사 baby blue 뮤직비디오
- 박시환 디저트 뮤직비디오
- 스탠딩에그 Yell 뮤직비디오
- 스타쿠킹버그 나를불러 뮤직비디오
- 모든(Moden) 다시 뮤직비디오

### 광고
- 2017 TVCF 치킨마루
- 2015 쌤소나이트 - 트루프레임 맹기용편
- 2013 TVCF 동부화재 - 첫보험
- 2013 KBS드라마채널 광고
- 2010년 TVCF 협성르네상스타운아파트